# NGC 2200
NGC 2200 is een balkspiraalstelsel in het sterrenbeeld Achtersteven. Het hemelobject werd op 1 januari 1835 ontdekt door de Britse astronoom John Herschel.

## Synoniemen
- ESO 254-39
- MCG -7-13-6
- AM 0611-433
- PGC 18652